# Omonadus mateui
Omonadus mateui es una especie de coleóptero de la familia Anthicidae.

## Distribución geográfica
Habita en Mauritania.